# Gisela av Österrike
Gisela av Österrike, född 12 juli 1856 i Laxenburg, Österrike, död 27 juli 1932 i München, Tyskland, ärkehertiginna av Österrike, och prinsessa av Bayern. 

## Biografi
Hon var dotter till kejsar Frans Josef av Österrike (1830-1916) och Elisabeth av Bayern (1837-1898).
Gisela, som inte ansågs lika vacker som sin mor, var sin fars favorit men hade aldrig något nära förhållande till sin mor. Hon blev uppfostrad av sin farmor Sofia av Bayern och ska ha haft ett mycket nära förhållande till sin bror Rudolf. Hon gifte sig 1873 i Wien med prins Leopold av Bayern (1846-1931), son till prinsregenten Luitpold av Bayern och yngre bror till sedermera kung Ludwig III av Bayern. 
Äktenskapet hade arrangerats av hennes far därför att Leopold var en av få katolska prinsar som var tillgängliga i Europa just då. Hon fick en god relation till sin svärfamilj. Paret levde i Palais Leopold i Schwabing i München, där gatan mittemot palatset 1873 fick namnet Giselastraße efter henne. 
Gisela hade fått en konservativ uppfostran av sin farmor och beskrivs som tystlåten och plikttrogen. Hon var en skicklig ryttare och jägare, och levde ett liv fyllt av konventionella sociala och kyrkliga engagemang. Flera av hennes social projekt blev mycket uppskattade, och hon kallades "Den goda ängeln från Wien". Hon var beskyddare för Giselabahn, en tåglinje från Salzburg till Tyrolen, hjulångaren Gisela på Traunsee och Gisela-Gymnasiet i München.  
Under första världskriget inrättades ett sjukhus i parets palats. Under revolutionen 1918 flydde familjen från München med falska pass, trakasserades under vägen och kallades ädla parasiter. Hon behandlades dock personligen med sympati, och till skillnad från övriga familjen återvände hon snart till München, där hon deltog i det första fria demokratiska valet där kvinnor fick rösta år 1919.   

## Barn
- Elisabeth (1874-1957) gift 1893 med greve Otto von Seefried und Buttenheim (Wien)
- Augusta (1875-1964) gift 1893 med ärkehertig Joseph av Österrike (1872-1962).
- Georg (1880-1943) gift med ärkehertiginnan Isabella av Österrike (1883-1973) (skilda 1913)
- Konrad (1883-1969) gift med Bona Margherita av Savojen (1896-1971)